# August Behaeghel
August Behaeghel (Oostende, 15 januari 1813 – Veurne, 12 maart 1878) was een Belgische liberale politicus en burgemeester van Veurne.

## Levensloop
Zijn vader Antoine Behaeghel, brouwer, was afkomstig uit Beveren-aan-de-IJzer en zijn moeder Jeanne Cornelis was een Oostendse schippersdochter. Het gezin kwam zich in 1807 in Veurne vestigen en kreeg vier zoons en een dochter.
August Behaeghel was rentenier, bierbrouwer en eigenaar van heel wat herbergen. Hij deed ook rechten- en notariaatsstudies aan de ULB en liep stage bij notaris Cuvelier.

## Liberale Associatie
Behaeghel trad nadrukkelijk op in dienst van de liberale partij. Hij organiseerde bij wetgevende verkiezingen de liberale propaganda in het arrondissement, onder de vorm van maaltijden en rijtuigen voor de plattelandskiezers, die naar Veurne werden gevoerd om voor de liberalen te stemmen. Daarnaast bezorgde hij ook klaargemaakte stembriefjes met het verzoek ze in de stembus te deponeren.
In 1864 stelde hij zich als kandidaat volksvertegenwoordiger, maar werd door de katholieke Jules Desmedt verslagen. In 1874 was hij opnieuw kandidaat, maar werd nipt verslagen door de katholieke kandidaat Bernard du Bus de Gisignies.
Zijn grootste liberale verwezenlijking was de oprichting van de liberale associatie van Veurne in 1864. Drieëntwintig notabelen ondertekenden het pakt om de liberale ideeën te verspreiden en te realiseren. Als voorzitter was Behaeghel zelf een van de actiefste leden. De liberale associatie verenigde in de eerste plaats grondeigenaars, advocaten,
notarissen, apothekers, geneesheren, veeartsen, ingenieurs, magistraten en gegoede middenstanders, zoals brouwers, groothandelaars, enz. De activiteiten van de associatie beperkten zich quasi uitsluitend tot het voorbereiden van de
verkiezingen, waarbij de overtuigde aanhangers werden gemobiliseerd, propaganda of dwang werd uitgeoefend op overige kiezers en er beraadslaagd werd over de kandidaten voor gemeente- of provincieverkiezingen.

## Burgemeester van Veurne
Behaeghel werd tot raadslid verkozen in 1857, nadat zijn broer, schepen Antoine Behaeghel (1806-1857) was overleden. Hij werd tot burgemeester benoemd in 1860 en bleef dit ambt vervullen tot aan zijn dood. Hij werd opgevolgd door zijn partijgenoot Hector De Prey.
Hij was, vooral in de eerste jaren van zijn bestuur, een dynamische burgemeester. In de laatste jaren was hij minder actief en werd de stad vooral door schepen Adolphe De Hoon bestuurd.
Vanuit zijn politieke activiteiten zette hij zich sociaal in. Hij schonk kledij, studiebeurzen en hulpgelden aan de arme schoolgaande jeugd. Na zijn dood zou men dit voorbeeld volgen, door de oprichting van het Behaeghelgenootschap. Op zijn initiatief werd in Veurne een avondschool opgericht.
Behaeghel had ook grote belangstelling voor het culturele leven in Veurne. In 1861 liet hij in Veurne een
theaterzaal bouwen, voor die tijd een uitzonderlijke prestatie, die van Veurne de enige West-Vlaamse stad maakte die, naast Brugge, over een toneelzaal beschikte.
De tegenstellingen tussen de liberale en de katholieke partij werden onder zijn bestuur groter. Vanaf 1860 trokken de liberale raadsleden niet meer op in de Veurnse Boetprocessie en werden de jaarlijkse prijsuitdelingen in het Bisschoppelijk College niet meer bijgewoond. Er werd geen gemeentelijke tussenkomst meer verleend voor onderhoud of restauratie van kerken. Katholieke toneelgroepen werden geweerd uit de toneelzaal. Ook in de liefdadigheid groeide de kloof. De liberalen gebruikten de armensteun vanuit de 'burgerlijke godshuizen' en de 'dis' als rekruteringsmiddel voor leerlingen van de middelbare school. Daarop reageerde priester Theodoor Luyssen in 1867 met de oprichting van het ‘Veurns Vencentius a Paulo genootschap’, dat naast materiële bijstand ook morele steun wilde verlenen.